# Melaniparus rufiventris
Melaniparus rufiventris é uma espécie de ave da família Paridae.
Pode ser encontrada nos seguintes países: Angola, Botswana, Burundi, República do Congo, República Democrática do Congo, Malawi, Moçambique, Namíbia, Tanzânia, Zâmbia e Zimbabwe.
Os seus habitats naturais são: florestas secas tropicais ou subtropicais .